# Gian Marco Schivo
Gian Marco Schivo (ur. 6 maja 1949 w Tulonie) – włoski lekkoatleta, skoczek wzwyż.
W 1971 w Izmirze zdobył złoty medal igrzysk śródziemnomorskich. Na Igrzyskach Olimpijskich w Monachium w 1972 zajął 17. miejsce. Dwukrotnie był mistrzem Włoch na otwartym stadionie (1968, 1972) i jeden raz w hali (1972).
Swój rekord życiowy (2,17 m) ustanowił 21 maja 1972 w Rzymie.